# Margarida de Eslésvico-Holsácia-Sonderburgo-Glücksburgo
Margarida de Eslésvico-Holsácia-Sonderburgo (24 Fevereiro de 1583 - 20 abril de 1658) foi uma duquesa da Casa de Schleswig-Holstein-Sonderburg e por casamento Condessa de Nassau-Siegen. Era mãe de João Maurício de Nassau, nobre alemão e governador-geral da colônia neerlandesa no Brasil.

## Biografia

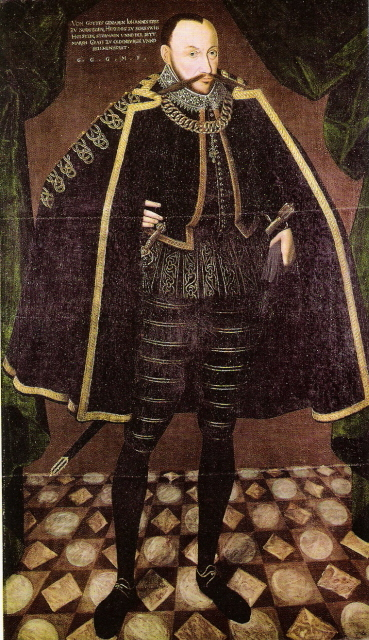
Duque João II de Eslésvico-Holsácia-Sonderburgo-Plön pai de Margarida

Margarida nasceu em Haus Sandberg am Alsensund perto de Sonderburgo  em 24 Fevereiro de 1583  como a filha mais nova do duque João "O Jovem" de Schleswig-Holstein-Sonderburg e de sua primeira esposa, a duquesa Isabel de Brunsvique-Grubenhagen.   
O pai de Margaret era um irmão mais novo do rei Frederico II da Dinamarca e filho do rei Cristiano III. Margarida casou se em 27 de Agosto de 1603, ao conde João VII, Conde de Nassau-Siegen, o segundo filho do Conde João VI de Nassau-Siegen e sua esposa Elisabeth de Leuchtenberg. João VII era viúvo da Condessa Madalena de Waldeck-Wildungen.

Margarida conheceu João depois que ele serviu como Comandante em chefe do Exército Sueco na Livônia. Apesar de já ter um filho um ano mais velho que Margarida, eles se casaram.

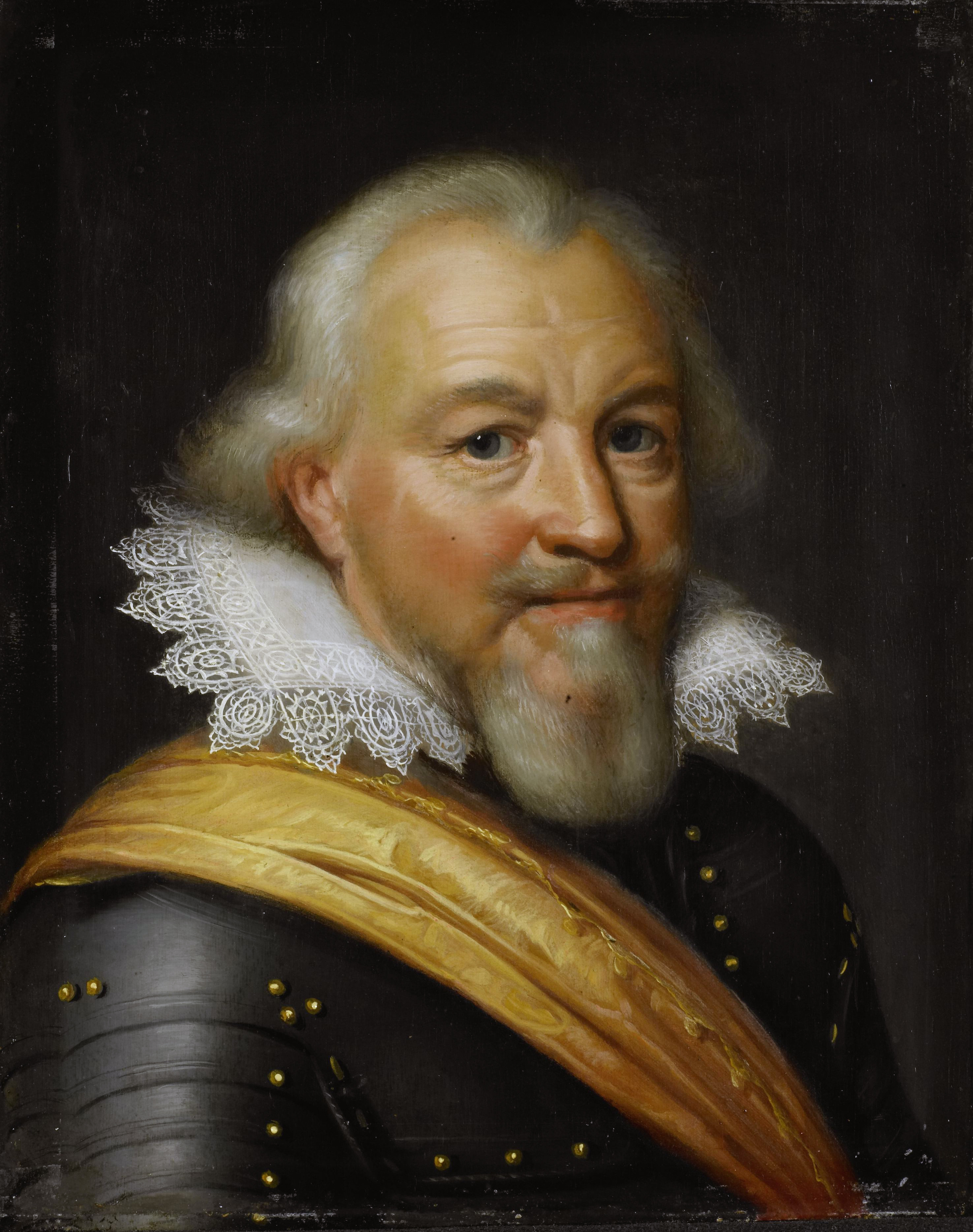
Conde João VII de Nassau-Siegen, marido de Margarida.

## Descêndencia
Alguns dos descendentes de Margarida incluem :

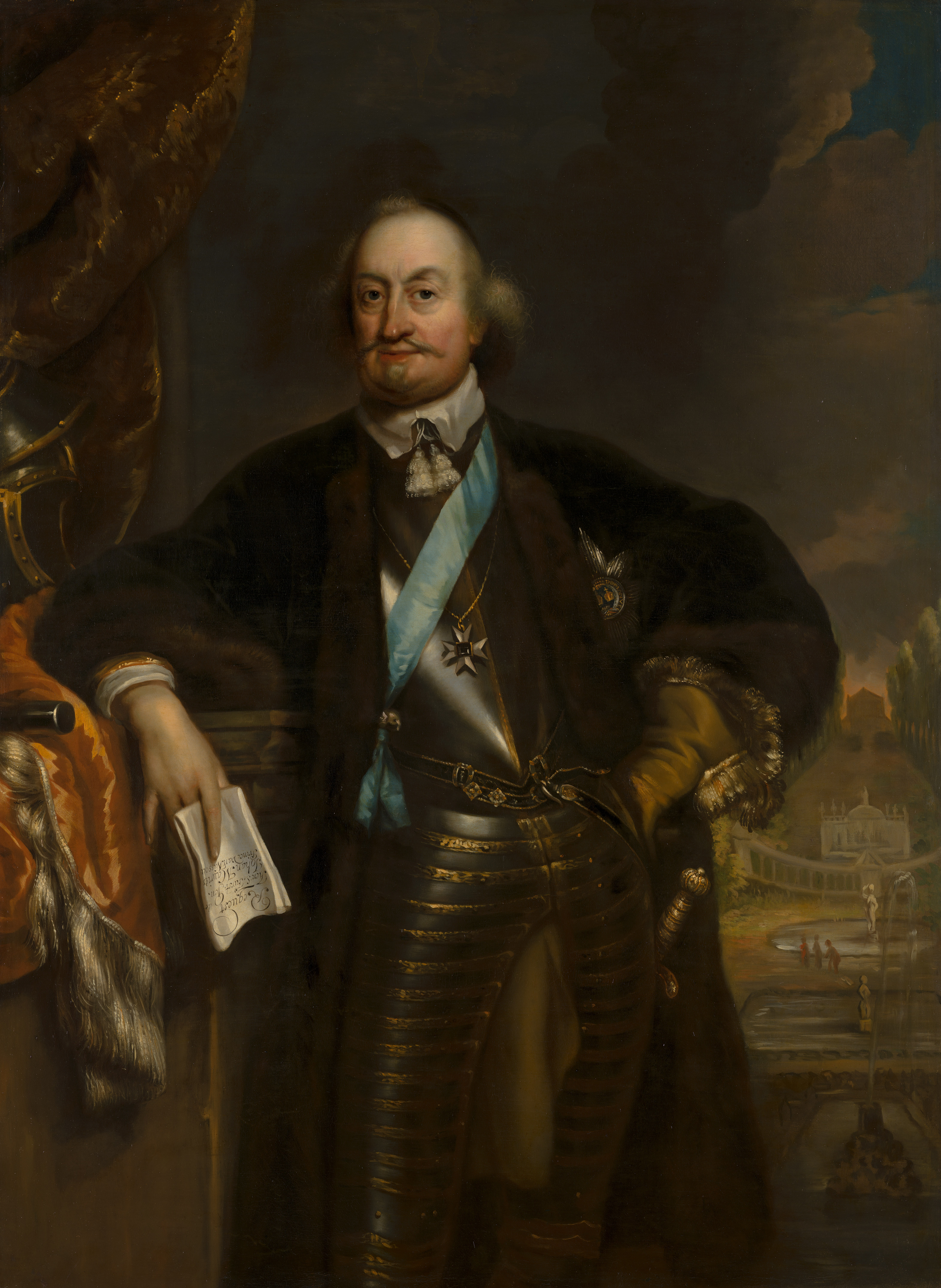
Conde João Maurício de Nassau (1604–1679). Governador-Geral da Colônia neerlandesa no Brasil. Retrato de Jan de Baen em Mauritshuis, Haia.
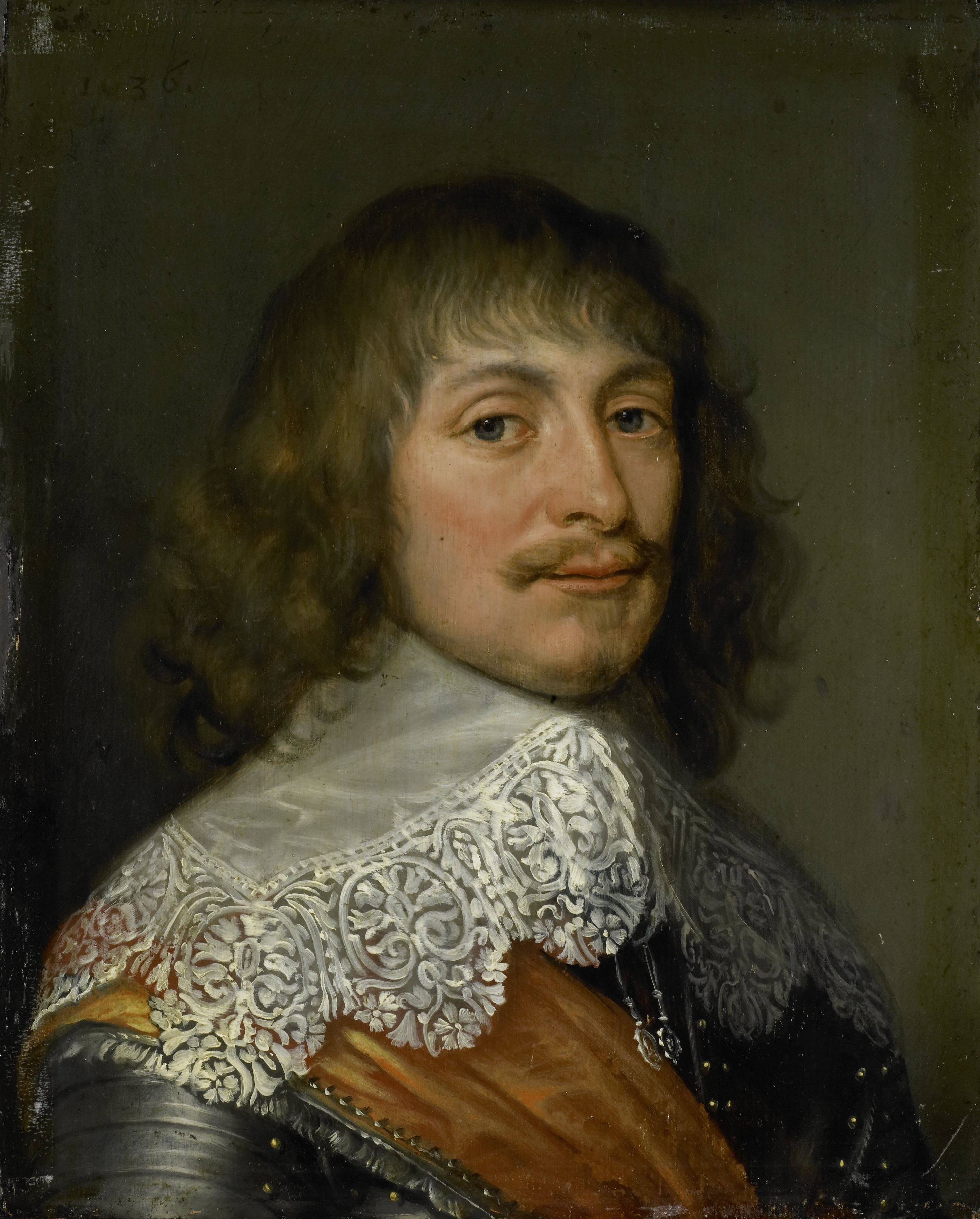
Jorge Frederico de Nassau-Siegen (1606–1674). Retrato anônimo, 1636 em Rijksmuseum Amsterdam .
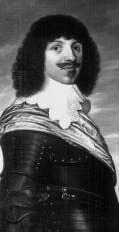
Guilherme Otto de Nassau-Siegen (1607-1641). Detalhe de uma pintura atribuída a Wybrand de Geest, 1635–1640. Fundação Coleções Históricas da Casa de Orange-Nassau, Haia .
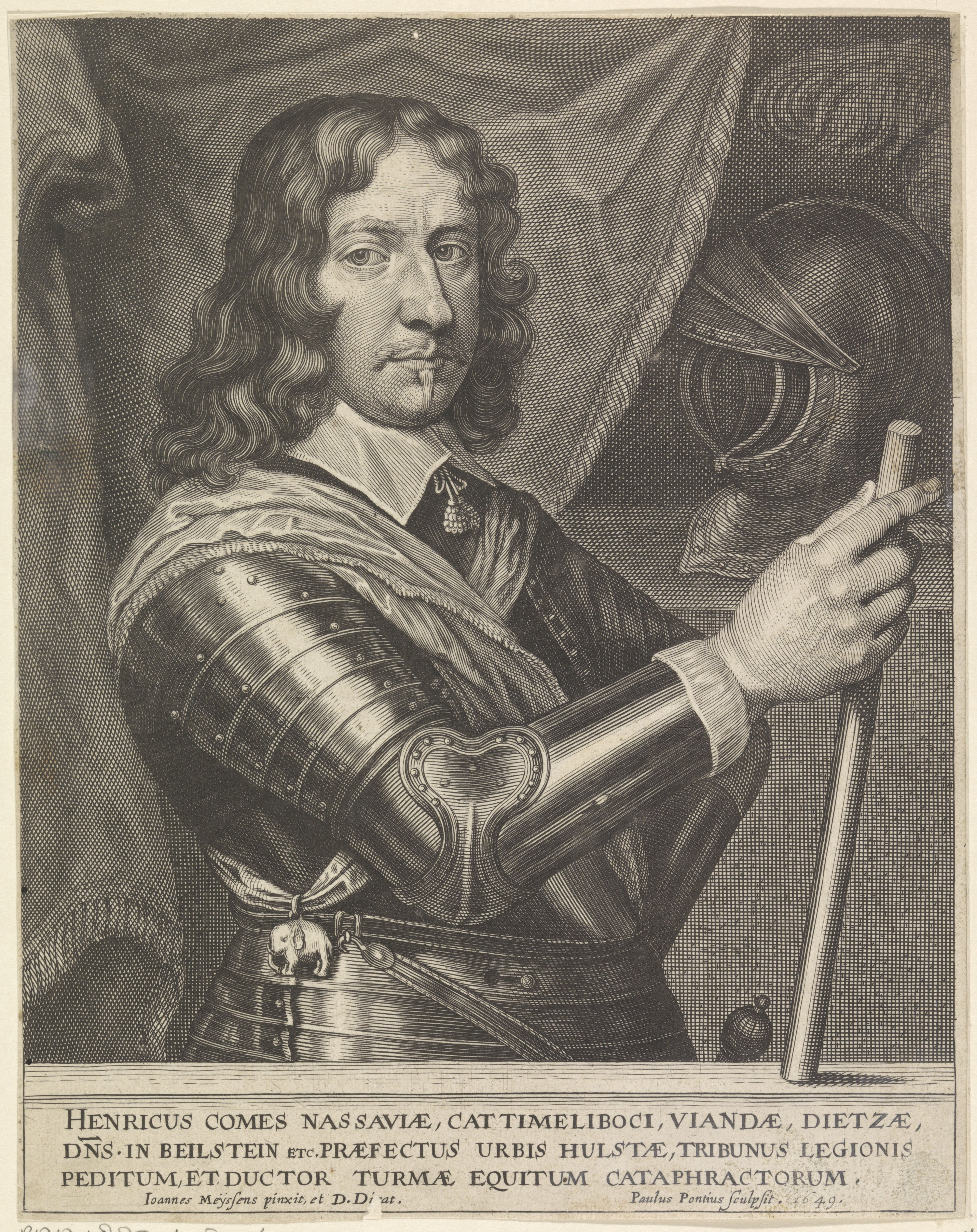
Henrique de Nassau-Siegen (1611–1652). Impressão de Paulus Pontius segundo uma pintura de Joannes Meyssens, 1649. Rijksmuseum Amsterdam.
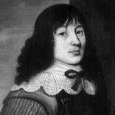
Christian de Nassau-Siegen (1616-1644). Detalhe de uma pintura atribuída a Wybrand de Geest, 1635–1640. Fundação Coleções Históricas da Casa de Orange-Nassau, Haia.
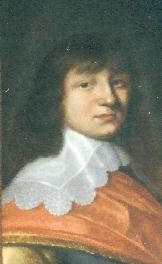
John Ernest de Nassau-Siegen (1618-1639). Detalhe de uma pintura de Gerard van Honthorst em Stadhouderlijk Hof, Leeuwarden .

1. 1 2  Menk (2004), p. 194.
2. ↑  All sources that mention a full date of birth, state this date.
3. ↑  Dek (1970), p. 86.
4. ↑  Textor von Haiger (1617), p. 153.
5. ↑  Lück (1981), p. 95.